# Direktor beim Deutschen Bundestag
Der Direktor beim Deutschen Bundestag (BTDir) ist Vorgesetzter aller Bediensteten der Bundestagsverwaltung und leitet die gesamte Parlamentsverwaltung.

## Aufgaben
Der Präsident des Deutschen Bundestages ist Repräsentant der Volksvertretung, aber zugleich auch oberste Dienstbehörde der Bundestagsbeamten und Angestellten bei der Verwaltung des Deutschen Bundestages, die eine oberste Bundesbehörde ist. Der Präsident bestimmt die Grundsätze für die Durchführung der Verwaltungsgeschäfte. Im parlamentarischen Bereich wird er von einem Vizepräsidenten vertreten. Als – alleiniger – Vertreter für die Bundestagsverwaltung vertritt den Präsidenten der höchste Parlamentsbeamte, der Direktor beim Deutschen Bundestag. Dieser führt seit dem 1. Januar 2008 die Amtsbezeichnung Staatssekretär und ist politischer Beamter. Der Direktor trägt dem Präsidenten gegenüber die Verantwortung für die Verwaltungsgeschäfte. Im parlamentarischen Bereich ist der Direktor nur Berater des Präsidenten. Der Direktor bereitet die Sitzungen des Präsidiums, des Ältestenrates und des Plenums vor. Besonders wird die Funktion des Direktors dadurch unterstrichen, dass er bei Plenarsitzungen in parlaments- und geschäftsordnungsrechtlichen Fragen dem amtierenden Präsidenten beratend zur Seite steht. Der Direktor beim Deutschen Bundestag erhält Besoldung nach der für Staatssekretäre üblichen Besoldungsgruppe B 11 der Bundesbesoldungsordnung B.

## Verzeichnis der Direktoren beim Deutschen Bundestag
1. Hans Troßmann (CSU; 17. September 1949 bis 20. April 1970)[3]
2. Helmut Schellknecht (1. Mai 1970 bis 31. August 1984)
3. Joseph Bücker (CDU; 1. September 1984 bis 30. Juni 1991)
4. Rudolf Kabel (CDU; 1. Juli 1991 bis 31. Oktober 1998)
5. Peter Eickenboom (SPD; 1. November 1998 bis 3. November 2002)
6. Wolfgang Zeh (SPD; 4. November 2002 bis 30. April 2006)
7. Hans-Joachim Stelzl (CSU; 1. Mai 2006 bis 31. Juli 2010)
8. Harro Semmler (1. August 2010 bis 31. Dezember 2012)
9. Horst Risse (CDU; 1. Januar 2013 bis 31. Juli 2020)[4]
10. Lorenz Müller (1. August 2020 bis 31. August 2022)[5]
11. Michael Schäfer (1. September 2022 bis 11. Mai 2025)
12. Paul Göttke (CDU; seit 12. Mai 2025)